# Гордон, Джон, 11-й граф Сазерленд
Джон Гордон, 11-й граф Сазерленд (1525 — 23 июня 1567) — шотландский магнат. Джон Гордон поддержал главу своей семьи, своего двоюродного брата Джорджа Гордона, 4-го графа Хантли, против графа Морея. После поражения Хантли в битве при Корричи он отправился в изгнание, и вскоре после его возвращения в Шотландию его убила родственница.

## Малолетство
Джон Гордон был старшим сыном Александра Гордона, мастера Сазерленда (ок. 1505—1530), и леди Джанет Стюарт. Его отец Александр был сыном леди Элизабет Сазерленд, 10-й графини Сазерленд (сестры Джона Сазерленда, 9-го графа Сазерленда) и Адама Гордона, младшего сына Джорджа Гордона, 2-го графа Хантли. Его мать Джанет была дочерью Джона Стюарта, 2-го графа Атолла, и Джанет Кэмпбелл. Элизабет Сазерленд и ее муж Адам победили другого претендента на графство Сазерленд в 1518 году в битве при Альтачуилейне.
Александр Гордон был назначен графом Сазерлендом в декабре 1527 года, когда его мать, графиня Элизабет Сазерленд, отказалась от своих прав. Александр умер в 1530 году, и леди Джанет Стюарт вышла замуж за Хью Кеннеди из Гирванмейнса, а впоследствии за Генри Стюарта, 1-го лорда Метвена.
Джон, хотя все еще несовершеннолетний, присутствовал в парламенте Шотландии в декабре 1543 года, который отверг Гринвичский договор. Спустя некоторое время после мая 1544 года Джон женился на леди Элизабет Кэмпбелл, дочери Колина Кэмпбелла, 3-го графа Аргайлла. Она была графиней Морэй, вдовой Джеймса Стюарта, графа Морея, который был сыном короля Шотландии Якова IV от его любовницы Джанет Кеннеди.
4 мая 1546 года Джон Гордон был официально провозглашен графом Сазерлендом. В следующем году он командовал частью арьергарда шотландской армии в битве при Пинки.
Его жена Элизабет умерла в 1547 году, и в 1548 году Джон Гордон вновь женился, его второй женой стала леди Хелен Стюарт, которая ранее была замужем за Уильямом Хэем, 6-м графом Эрролом. Она была дочерью Джона Стюарта, 3-го графа Леннокса, и ее сестры, леди Элизабет Стюарт, у которой был незаконнорожденный сын от короля Шотландии Якова V; этим сыном был Адам Стюарт, приор монастыря в Перте.

## Регентство Марии де Гиз
Осенью 1554 года Мария де Гиз заплатила за корабль, войска и пушку, которые должны были использовать Джон, 11-й граф Сазерленд и его сводный брат Хью Кеннеди из Гирванмейнса, чтобы арестовать Айе дю Маккея, вождя клана Маккей, причинившего зло графу Сазерленду. Они приплыли на «Льве» и захватили замок Борв в Сазерленде. Впоследствии Кеннеди захватил Айе Маккея и привез его в Эдинбург.

## Изгнание и смерть
В сентябре 1562 года Мария Стюарт, королева Шотландии, и ее сводный брат Джеймс Стюарт, недавно ставший графом Мореем, прибыли на север в Инвернесс и Абердин. Их беседы с двоюродным братом Джона графом Хантли привели к вооруженному конфликту. После битвы при Корричи (28 октября 1562) были обнаружены секретные письма между Джоном Гордоном и графом Хантли. Джон Гордон бежал во Фландрию, в Лёвен. В парламенте Шотландии 28 мая 1563 года в присутствии королевы Марии были конфискованы графов Хантли и Сазерленда. В 1565 году королева Шотландии Мария восстановила в правах графов Хантли, Сазерленда и других членов клана Гордон, которые были лишены собственности.
Графу Сазерленду было предложено вернуться в Шотландию. Граф Бедфорд, губернатор Берика-апон-Туида, послал капера по имени Уилсон, который перевозил шведские каперские грамоты, чтобы перехватить его корабль, и граф Сазерленд был заключен в тюрьму в Берике. Сазерленд считался угрозой для английской политики в Шотландии. Мария Стюарт, королева Шотландии, потребовала освободить графа, который теперь был болен лихорадкой. Бедфорд написал королеве Англии Елизавете Тюдор от его имени. Граф был освобожден в феврале 1566 года после заверения, что он помирился с графом Мореем.
По возвращении на родину граф Сазерленд женился на леди Марион Сетон, дочери Джорджа Сетона, 6-го лорда Сетона (? — 1549), и Элизабет Хэй. Оба были отравлены в замке Хелмсдейл Изобель Синклер и умерли в замке Данробин 23 июня 1567 года. Изобель Синклер была тетей графа, она отравила их в попытке сделать графом своего собственного сына. Изобель также пыталась отравить Александра, наследника графа, но чашу с ядом выпил ее собственный сын, который умер два дня спустя, так что Александр выжил. Изобель Синклер умерла перед казнью, возможно, отравившись. Джордж Синклер, 4-й граф Кейтнесс, возможно, стоял за этим заговором, потому что завидовал графству Сазерленд.